# Томэсодэ

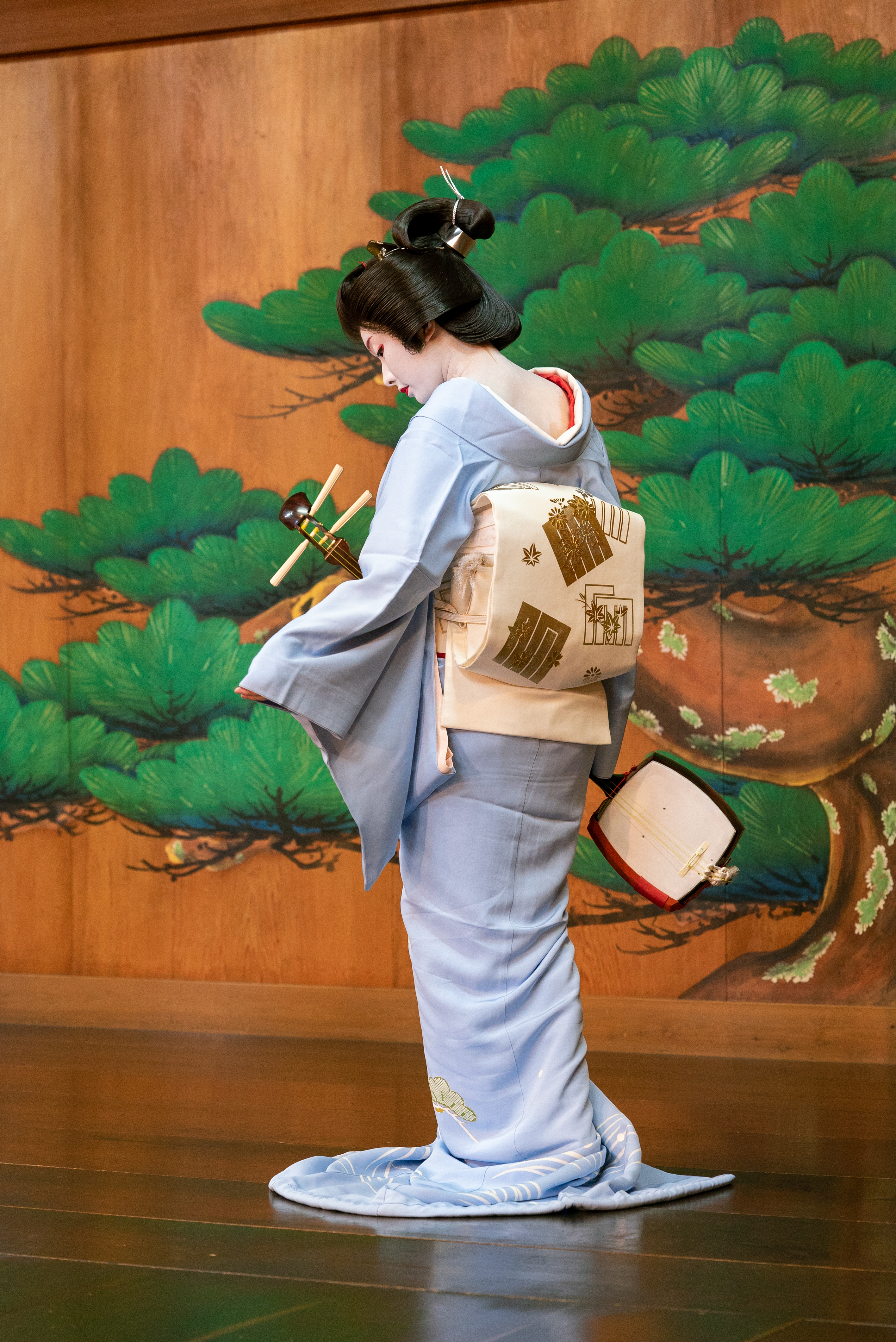
Гейша в томэсодэ

Томэсодэ (яп. 留袖, закреплённый рукав) — тип кимоно для замужних женщин. Отличается от фурисодэ укороченным рукавом, рисунок идёт только по подолу ниже оби, не затрагивая рукава; на томэсодэ обязательно должны присутствовать гербы.

## Разновидности
Имеется две основные разновидности томэсодэ:
- куротомэсодэ (яп. 黒留袖, чёрное томэсодэ) — наиболее формальное кимоно замужней женщины. Обязательно имеет пять камон. Его носят матери молодых на японской свадьбе, а также гейши на официальных церемониях, например, при нанесении новогодних и августовских визитов, выказывающих уважение учителям. Куротомэсодэ гейши относится к классу кимоно сусохики и отличается от парадных кимоно обычных женщин длиной подола и расположением узора. После Второй мировой войны подкладной воротник «эри» и подкладка куротомэсодэ — белоснежные, ранее подкладка была алого цвета для женщин в детородном возрасте и чёрной (темно-синей) для пожилых.

- иротомэсодэ (яп. 色留袖, цветное томэсодэ) — менее формальное кимоно. Может иметь от одного до пяти камон. Его носят замужние женщины в неформальных ситуациях: при проведении официальной чайной церемонии, на церемонии окончания детьми детского сада, начальной и средней школы, а также гейши на работе.

## История

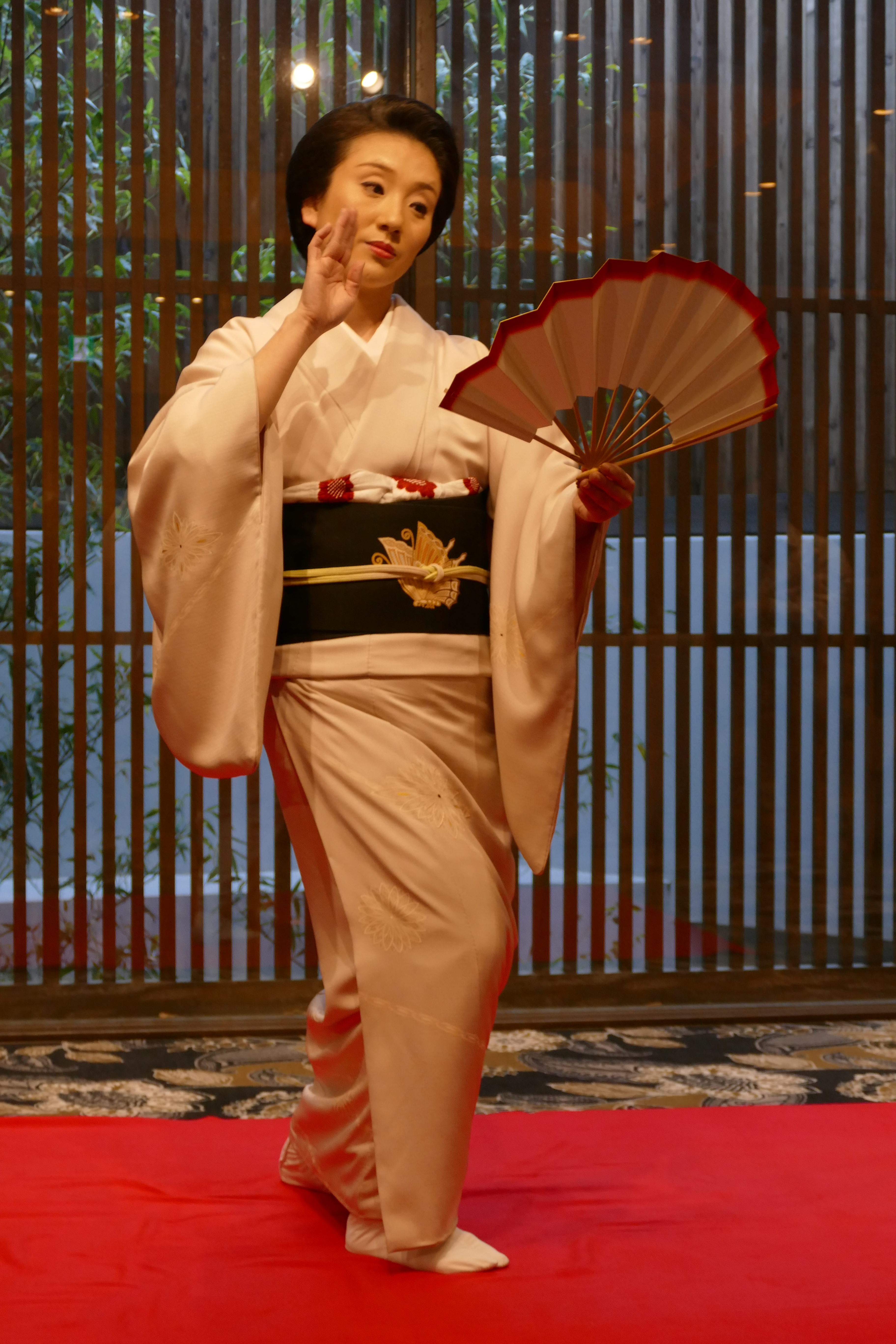
Гейша средних лет в томэсодэ

Консенсуса относительно происхождения томэсодэ нет. Лайза Дэлби утверждает, что томэсодэ появилось в результате традиции обрезать после свадьбы рукава фурисодэ в знак того, что молодая женщина теперь ведёт хозяйство и ей нужна более удобная одежда, но существует мнение, что это кимоно всегда имело сравнительно короткий рукав.
Его длина составляла около 40 см в период Мэйдзи, до 65 см в период Тайсё, несколько короче в начале периода Сёва. После Второй мировой войны длина рукава томэсодэ вернулась к 40—45 см. Понятие «короткий» и «длинный» рукав в разные периоды означали совершенно разную длину: так, «длинный» рукав фурисодэ девушки самурайского сословия в конце периода Эдо был около 55 сантиметров, то есть объективно короче, чем «короткий» рукав томэсодэ в период Тайсё.